# Gone Too Soon
"Gone Too Soon" er en sang af den amerikanske popsanger Michael Jackson. Sangen findes på hans Dangerous-album, hvor den er nummer tretten på tracklisten.
Sangen handler om en dreng, Ryan White, som gik bort alt for tidligt, i en alder af 14 år. Ryan blev det tidligste offer for AIDS. Personligt var Jackson og Ryan gode venner. Michael Jackson sammenligner Ryans korte liv/død med en smuk solnedgang, en perfekt blomst, som man lige akkurat ikke kan nå, et smukt sandslot, der bliver taget af bølgerne og mange flere ting.
Til Michael Jacksons begravelse sang Usher "Gone Too Soon".
| Musik | Spire Denne musikartikel er en spire som bør udbygges. Du er velkommen til at hjælpe Wikipedia ved at udvide den. |